# Aliculastrum
Genre
Synonymes
- sous-genre Atys (Aliculastrum) Pilsbry, 1896[1]

Aliculastrum est un genre de mollusques gastéropodes de la famille des Haminoeidae.

## Liste des espèces
Selon World Register of Marine Species (4 avril 2021) :
- Aliculastrum cylindricum (Helbling, 1779)
- Aliculastrum debile (Pease, 1860)
- Aliculastrum exaratum (Carpenter, 1857)
- Aliculastrum parallelum (Gould, 1847)
- Aliculastrum secalinum (A. Adams, 1862)
- Aliculastrum solidum (Bruguière, 1792)
- Aliculastrum tumidum (Burn, 1978)
- Aliculastrum volvulina (A. Adams, 1862)

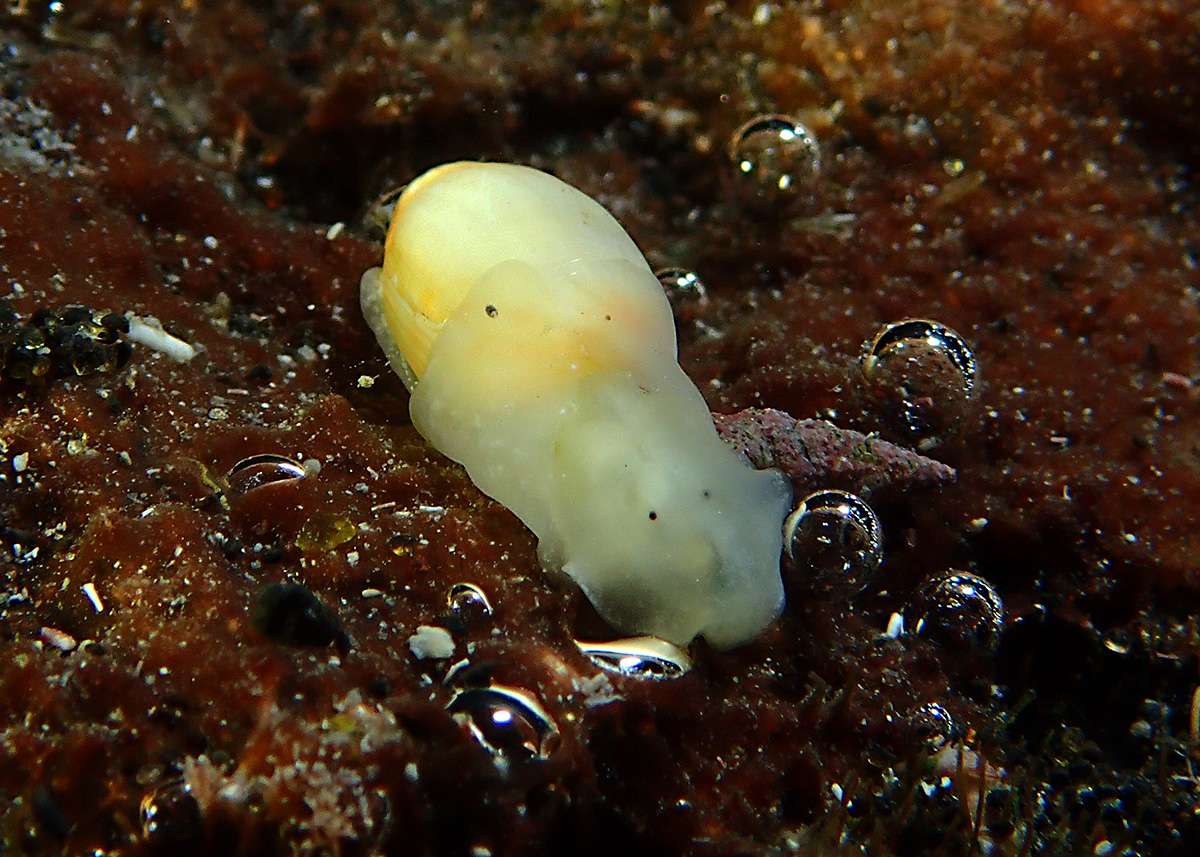
Aliculastrum cylindricum
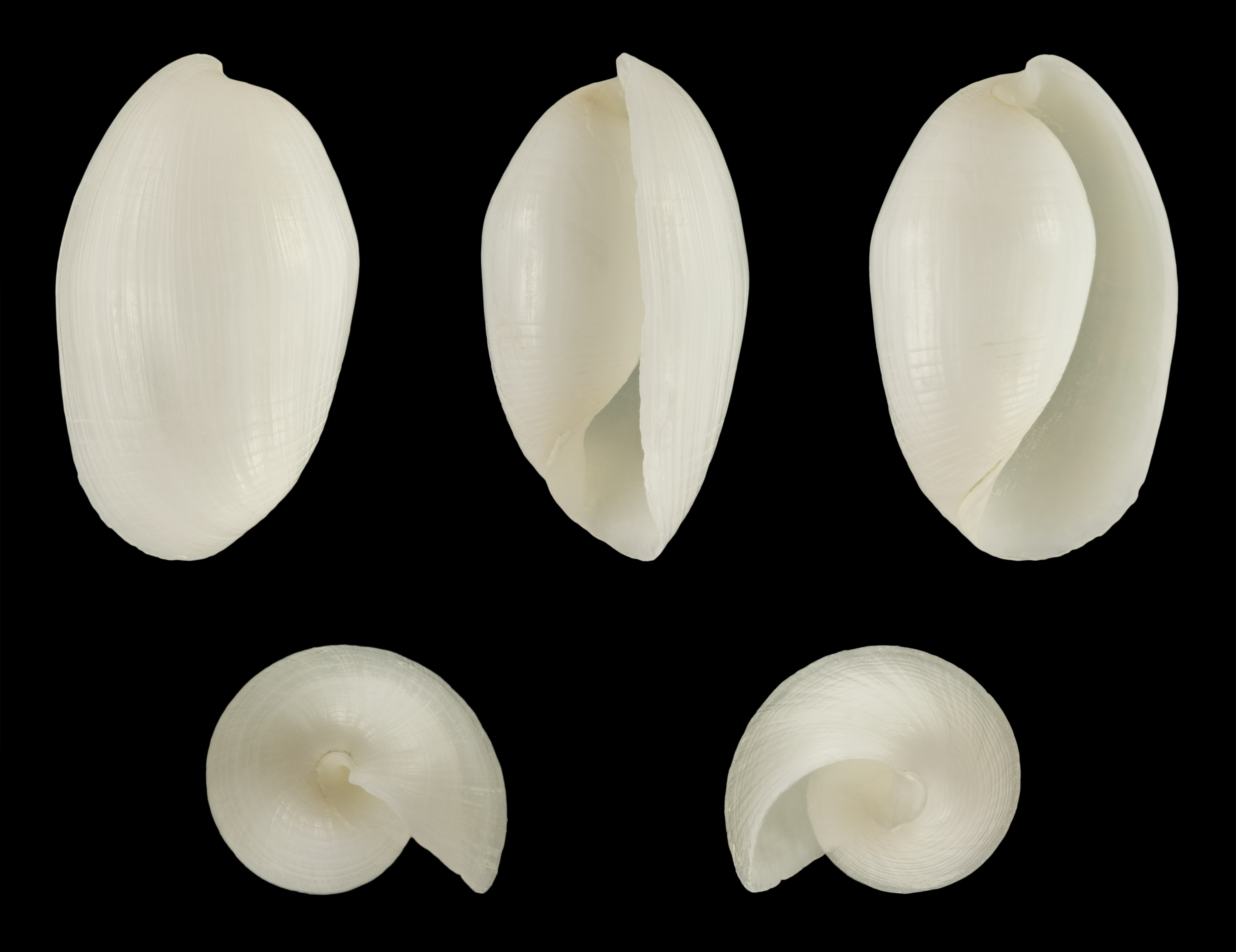
Coquille d’Aliculastrum cylindricum